# 14. rujna
14. rujna (14. 9.) 257. je dan godine po gregorijanskom kalendaru (258. u prijestupnoj godini).
Do kraja godine ima još 108 dana.

## Događaji
- 786. – Na vlast je stupio najveći abasidski kalif, Harun al-Rašid, junak mnogih priča iz Tisuću i jedne noći.
- 1968. – Objavljena je Zagrebačka Biblija na blagdan Uzvišenja svetoga križa u Zagrebu.
- 1991. – JRM napala Ploče. S minolovaca otvorena paljba po hrvatskim snagama i samom gradu. Okršaj se nije pretvorio u bitku, ali se smatra prvim pomorskim sukobom Domovinskog rata.[1]
- 1991. – Pred jakim napadima velikosrpskih osvajača hrvatski branitelji sa stanovništvom prekidaju s obranom i napuštaju Topusko.[2]
- 1995. – Hrvatske vlasti predale su SAD-u Fouada Talaata Qassema zvanog "Abu Tallat", osumnjičenog za terorizam.

| - 1760. – Luigi Cherubini, talijanski skladatelj († 1842.) - 1769. – Alexander von Humboldt, njemački prirodoslovac i istraživač († 1859.) - 1817. – Theodor Storm, njemački književnik († 1888.) - 1849. – Ivan Pavlov, ruski fiziolog († 1936.) - 1907. – Edel Quinn, irska katolička aktivistica († 1944.) - 1926. – Danica Rusjan, hrvatska slikarica i ilustratorica († 2022.) - 1928. – Zvonimir Šeparović, hrvatski pravnik i političar - 1930. – Zvonimir Torjanac, hrvatski glumac - 1947. – Jerzy Popiełuszko, poljski svećenik († 1984.) - 1955. – Lav XIV., papa - 1960. – Mirko Bašić, hrvatski rukometaš - 1966. – Nikola Jurčević, hrvatski nogometaš - 1974. – Hicham El Guerrouj, marokanski atletičar - 1974. – Sebastijan Cimirotič, slovenski nogometaš - 1979. – Ivica Olić, hrvatski nogometaš - 1981. – Judita Franković, hrvatska glumica - 1983. – Amy Winehouse, britanska pjevačica († 2011.) - 1988. – Martin Fourcade, francuski biatlonac - 2000. – Marco Pašalić, hrvatski nogometaš | - 407. – Ivan Zlatousti (* oko 349.) - 1712. – Giovanni Domenico Cassini, francuski astronom, matematičar i inženjer talijanskog podrijetla (* 1625.) - 1901. – William McKinley - 1927. – Isadora Duncan, američka plesačica (* 1878.) - 1937. – Tomáš Masaryk, češki političar (* 1850.) - 1944. – Franjo Kluz, prvi partizanski pilot - 1982. – Grace Patricia Kelly, američka glumica i monegaška princeza (* 1929.) - 2009. – Patrick Swayze, američki glumac, pjevač, plesač, i skladatelj (* 1952.) - 2021. – Norm Macdonald, američki komičar i glumac (* 1959.) |

## Blagdani i spomendani
- Dan grada Ogulina
- Dan grada Ploča
- međunarodni dan prašuma
- Uzvišenje Sv. Križa